# 张景仁 (北齐)
张景仁（?—?），济北郡（今山东省东阿县）人，南北朝北齐书法家。
张景仁幼孤家贫，以学书为业，工草书、隶书书法，选补内书生，与魏郡姚元标、颖州韩毅、同郡袁买奴、荥阳李超等齐名。东魏丞相高澄引为宾客。张景仁性行淳谨。北齐天保八年（557年），齐文宣帝任命他为开府参军。齐武成帝高湛将他选为东宫侍书，侍书太子高纬。齐后主高纬即位后，被后主宠信，历任太子门大夫、员外散骑常侍、谏议大夫。张景仁於书法之外，善结奸佞之人。后主让他和宠臣胡人何洪珍家通婚，于是大富贵，位至通显。文林馆开设，张景仁任总判事，张景仁官至仪同三司，加开府，除侍中，封建安王。转任中书监，病卒。赠侍中、齐济等五州刺史、司空公。

## 延伸阅读
[在维基数据编辑]
 《北齊書·卷44》，出自李百药《北齊書》